# Timor Est ai XXII Giochi olimpici invernali
Timor Est ha partecipato ai XXII Giochi olimpici invernali, che si sono svolti dal 7 al 23 febbraio a Soči in Russia, con una delegazione composta da un atleta.

## Sci alpino
| Gara                     | Atleta                | Manche 1 | Manche 1  | Manche 2 | Manche 2  | Totale  | Totale    |
| Gara                     | Atleta                | Tempo    | Posizione | Tempo    | Posizione | Tempo   | Posizione |
| ------------------------ | --------------------- | -------- | --------- | -------- | --------- | ------- | --------- |
| Slalom speciale maschile | Yohan Goutt Goncalves | 1'09"01  | 77        | 1'21"88  | 43        | 2'30"89 | 43        |